# Pontus Wernbloom
Pontus Anders Mikael Wernbloom, né le 25 juin 1986 à Kungälv en Suède, est un footballeur international suédois qui évolue au poste de milieu de terrain à l'IFK Göteborg.

## Biographie

### En club
Il commence sa carrière dans des clubs locaux avant d'être recruté en 2004 par l'IFK Göteborg. Après une saison en équipe de jeunes, il signe un contrat professionnel en 2005.
En avril 2009, il signe à l'AZ Alkmaar. Il rejoint le club au mois de juin.
Le 7 janvier 2012, il s'engage pour un transfert évalué à 3 millions d'euros au CSKA Moscou.
Il inscrit son premier but pour le CSKA Moscou lors de son premier match, en 8e de finale de la Ligue des champions 2011-2012 contre le Real Madrid CF à la 93e minute, égalisant à un partout. Il quitte le club à l'issue de la saison 2017-2018.

### En équipe nationale
Il commence sa carrière internationale avec l'équipe de Suède espoirs, marquant un but lors de son premier match en 2006.
Le 4 janvier 2007, il est appelé en équipe A pour participer à une tournée de matchs amicaux en Amérique du Sud. Il joue ainsi son premier match contre l'Équateur le 18 janvier 2007.
Lors des éliminatoires pour le championnat d'Europe 2012, le 3 septembre 2010, il inscrit un doublé contre la Hongrie, permettant ainsi à la Suède de remporter son premier match des qualifications.

## Palmarès
| IFK Göteborg - Championnat de Suède - Champion (1) : 2007 - Coupe de Suède - Vainqueur (1) : 2008 - Supercoupe de Suède - Vainqueur (1) : 2008 |  | AZ Alkmaar - Trophée Johan Cruyff - Vainqueur (1) : 2009 | CSKA Moscou - Championnat de Russie - Vainqueur (3) : 2013, 2014 et 2016 - Coupe de Russie - Vainqueur (1) : 2013 |